# Relações entre China e Estados Unidos

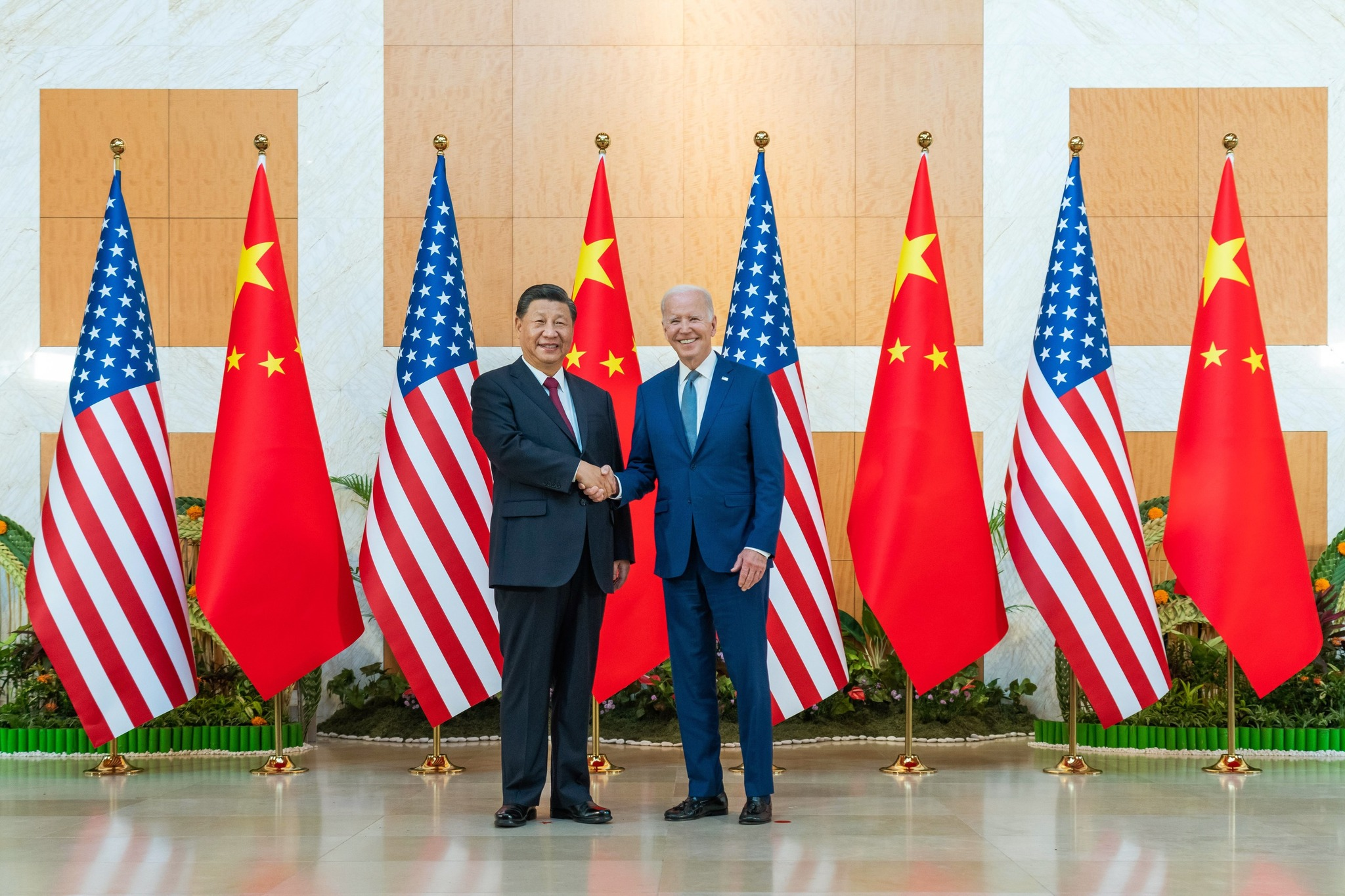
Os presidentes Joe Biden e Xi Jinping em 2022.

As relações entre China e Estados Unidos são relações estabelecidas entre a República Popular da China e os Estados Unidos da América. A maioria dos analistas caracterizam as atuais relações sino-americanas como sendo complexas e multifacetadas. Os Estados Unidos e a República Popular da China normalmente não são nem aliados e nem inimigos; o governo dos Estados Unidos e suas instituições militares não consideram a China como um adversário, mas como um concorrente em algumas áreas e um parceiro em outras.
Até a década de 1970, os Estados Unidos reconheceram a República da China em Taiwan como o governo legítimo da China continental e não mantiveram relações diplomáticas com o regime socialista da República Popular da China. Em meio à Guerra Fria, a cisão sino-soviética forneceu uma abertura para os Estados Unidos estabelecerem laços com a China continental como um meio de conter a União Soviética.
Desde 2011, os Estados Unidos possuem a maior economia do mundo e a China a segunda maior, embora muitos norte-americanos acreditem que a China "é a potência econômica líder no mundo". A China possui a maior população mundial e os Estados Unidos a terceira maior, atrás apenas da Índia. Os dois países são os maiores consumidores de automóveis e petróleo, além de serem os maiores emissores de gases do efeito estufa.
As relações entre a República Popular da China e os Estados Unidos têm sido geralmente estáveis, com alguns períodos de tensão, principalmente após a dissolução da União Soviética, que removeu um inimigo em comum e deu início a um mundo caracterizado pelo domínio norte-americano. Também há preocupações relativas aos direitos humanos na República Popular da China e ao estatuto político de Taiwan.
Embora existam algumas tensões nas relações sino-americanas, também há muitos fatores de estabilização. A República Popular da China e os Estados Unidos são parceiros comerciais importantes e têm interesses comuns na prevenção e repressão ao terrorismo e a proliferação nuclear. A China e os Estados Unidos são os maiores parceiros comerciais mútuos, excluindo a União Europeia. A China é também o maior credor externo dos Estados Unidos. Os desafios e as dificuldades da China são principalmente internas, e há um desejo de manter relações estáveis com os Estados Unidos. O relacionamento sino-americano foi descrito por líderes e acadêmicos como a relação bilateral mais importante do mundo no Século XXI.

## História

### Guerra da Coreia
No cenário geopolítico da década de 1950, eram claras as intenções do Governo Truman em abandonar o governo de Chiang Kai-Shek e reconhecer diplomaticamente a República Popular da China. Porém, os planos foram drasticamente alterados com a eclosão da Guerra da Coreia em junho de 1950. Tropas da Coreia do Norte invadiram a Coreia do Sul (apoiada pelos Estados Unidos), levando à formação de uma coalização internacional encabeçada pelo governo estadunidense. Em seguida, o Conselho de Segurança das Nações Unidas aprovou a "Resolução 82", declarando oficialmente guerra a Coreia do Norte. A resolução foi adotado principalmente porque a União Soviética, um dos membros permanentes da organização, vinha boicotando propostas dos Estados Unidos desde janeiro daquele ano em protesto ao alinhamento com Taiwan.

Zona Desmilitarizada da Coreia.

As forças encabeçadas pelos Estados Unidos fizeram recuar o Exército Popular da Coreia até o Paralelo 38 N, aproximando-se do rio Yalu na fronteira com a China. As exigências chinesas de que suas fronteiras não fossem invadidas foram ignoradas pelas tropas norte-americanas, levando a um contra-ataque massivo de Pequim. O exército chinês partiu em ataque ao longo do rio Chongchon e abateu diversas divisões sul-coreanas. A derrota imposta ao 8º Exército dos Estados Unidos é ainda hoje a maior derrota sofrida por um contingente militar estadunidense. Ambos os lados sofreram sucessivas baixas até que as forças aliadas puderam fazer recuarem os exércitos chineses até a divisão original. No fim de março de 1951, quando o exército chinês moveu tropas na proximidade da fronteira com a Coreia, os Estados Unidos ativaram diversos postos de armamento de bombas em Kadena. Em abril do mesmo ano, o Estado-Maior Conjunto ordenou o contra-ataque imediato com uso de armas nucleares contra as bases da Manchúria como forma de evitar um maior ataque dos chineses. No mesmo dia, Truman aprovou a transferência de armas nucleares para a Base de Beale que deveriam ser usadas contra os norte-coreanos e chineses. Após dois anos de conflito, ambas as partes assinaram o Acordo de Armistício Coreano em 27 de julho de 1953. Desde então, uma Coreia dividida têm sido fator importante nas relações sino-americanas.

### Esfriamento
Nos anos seguintes, os Estados Unidos continuaram trabalhando para evitar que a China aderisse às Nações Unidas e encorajou seus aliados a evitar negociações com Pequim. Não obstante, impuseram um embargo comercial contra a China. O governo chinês, por sua vez, passou a desenvolver armas nucleares a partir de 1964 e, de acordo com documentos revelados posteriormente, o Presidente Lyndon B. Johnson chegou a considerar um ataque presuntivo contra o programa nuclear chinês. Por conta dos altos riscos bélicos, o plano não entrou em vigor. 
Durante mais de 22 anos, mais especificamente entre 1949 e 1971, as relações sino-americanas foram altamente hostis, com Mao Tsé-Tung frequentemente referindo-se aos Estados Unidos como "a mais perigosa potência imperialista" e os sucessivos ataques de Washington à propaganda política chinesa. John F. Kennedy descrevia a política dos Estados Unidos contra a China como "sem sentido" e considerou restabelecer relações formais com o país em seu segundo mandato. Contudo, seu assassinato em 1963, a eclosão da Guerra do Vietnã e a Revolução Cultural na China, afastara por mais algumas décadas quaisquer possibilidades de contato diplomático direto entre os dois países. 
Apesar de não reconhecerem um ao outro oficialmente, China e Estados Unidos tiveram 136 encontros bilaterais de 1954 a 1970, inaugurados pela reunião bilateral em Varsóvia em 1958.

### Reaproximação
O fim da década de 1960 trouxe um período de grandes transformações. Para a China, quando o Lyndon B. Johnson deu início às negociações para a rendição do Vietnã do Norte em 1968, houve uma impressão de que os Estados Unidos não tinham mais interesse em influenciar a Ásia, enquanto a União Soviética tornava-se uma ameaça mais sólida, especialmente após a Invasão da Tchecoslováquia para derrubada do governo comunista ali no poder.

### Visita de Richard Nixon à China em 1972
A visita de 1972 do presidente dos Estados Unidos, Richard Nixon, à República Popular da China foi uma importante abertura diplomática que marcou o ponto culminante da retomada das relações harmoniosas entre os Estados Unidos, resultando no Comunicado de Xangai.

### Questão de Taiwan
As relações posteriores a 'Normalização' foram ameaçadas em 1981 pelas pretensões de Pequim sobre as vendas de armamentos norte-americanos à República da China. O então Secretário de Estado Alexander Haig visitou a China em junho de 1981 numa tentativa de resolver as questões chinesas sobre as relações não-oficiais dos Estados Unidos com Taiwan. O então Vice-presidente, George H. W. Bush, repetiria a visita em maio de 1982. Após meses de negociações, os países publicaram o "Comunicado Conjunto EUA-China" em 17 de agosto de 1982, no qual o governo estadunidense afirmava sua intenção de reduzir gradativamente a venda de armamentos a Taiwan enquanto a China se comprometia a buscar soluções pacíficas para as disputas com a ilha. O "Ato de Relações com Taiwan", aprovado pelo Congresso dos Estados Unidos em 10 de abril de 1979, vinha permitindo tais relações não-oficiais entre os dois governos. Após o anúncio oficial da Casa Branca de abertura de relações diplomáticas com a ilha asiática em dezembro de 1978, Pequim condenou os Estados Unidos, gerando fortes protestos em ambos os países.

### Década de 2000: Bush, Zemin e Jintao

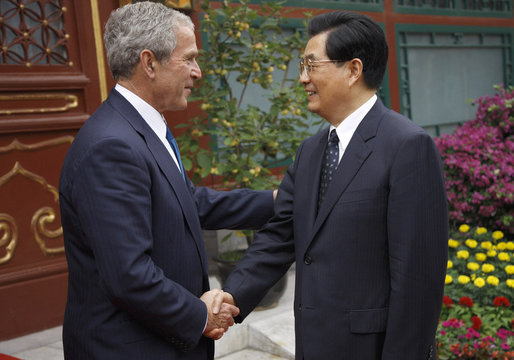
George W. Bush e Hu Jintao cumprimentam-se em Zhongnanhai, 2008.

Inversamente as relações sino-americanas experimentaram melhorias após os Ataques de 11 de setembro de 2001, que marcaram também o primeiro ano de governo de George W. Bush. Inclusive dois cidadãos chineses estavam entre as vítimas dos ataques terroristas contra o World Trade Center, em Nova Iorque. Em resposta aos atentados, o governo da República Popular da China ofereceu apoio logístico e financeiro na "Guerra ao Terror", votando a favor também da "Resolução 1373" do Conselho de Segurança das Nações Unidas que apoiavam a Intervenção militar internacional no Afeganistão. Pequim e Washington, D.C. iniciaram um longo processo de diálogos contra o terrorismo após os ataques de setembro de 2001.
Nos Estados Unidos, os ataques terroristas de 2001 acabaram por mudar totalmente o foco das relações internacionais. Já não era mais recorrente da Casa Branca colocar Pequim como seu rival internacional, já que as atenções estavam voltadas para o Oriente Médio. Esta mudança de foco, acabou por abrir o cenário regional asiático para a influência política e comercial chinesa. 
O governo chinês, no entanto, passou a temer que a Guerra contra o terrorismo promovida pelos Estados Unidos desencadeasse em esforços contra Pequim, já que as Forças Armadas estadunidenses estabeleceram diversas bases militares em países da Ásia Central, como Usbequistão e Tajiquistão e renovou medidas contra o Iraque. Entretanto, a crescente cooperação entre os dois países durante e após o ápice da Guerra do Iraque diminuiu o sentimento de rivalidade política comum na década de 1990.

### Década de 2010: Era Obama

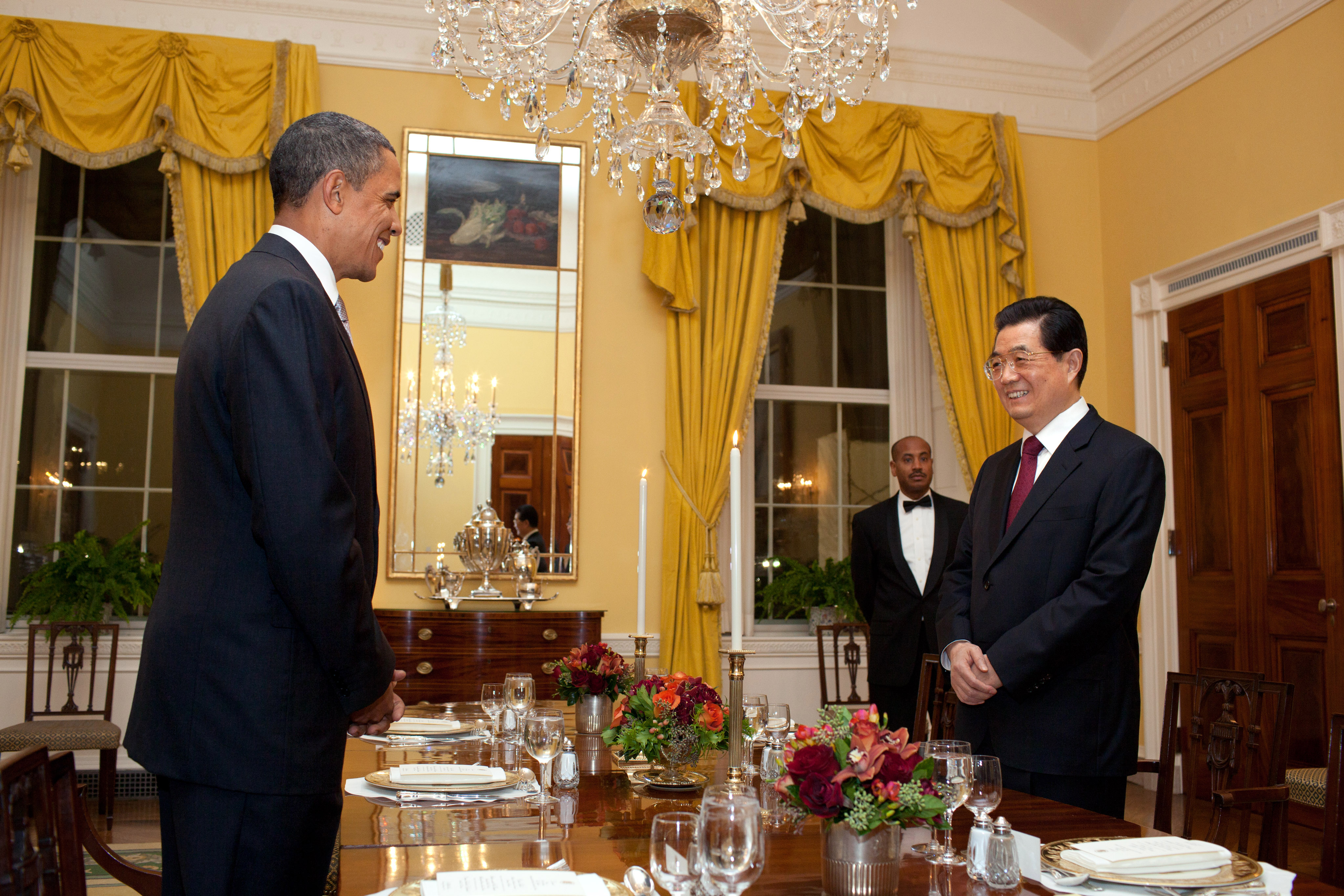
O presidente dos Estados Unidos, Barack Obama, e o presidente da República Popular da China, Hu Jintao, em um encontro na Casa Branca, em 2011.

As eleições presidenciais estadunidenses de 2008 centraram questões de guerra e recessão econômica, porém os candidatos Barack Obama e John McCain também abordaram com profundidade suas posições sobre as relações diplomáticas com a China. Ambos os candidatos eram a favor de uma maior cooperação com o país asiático na maioria das questões internacionais, divergindo somente no relativo à política comercial. Enquanto Obama defendia que o valor da moeda chinesa era propositalmente desvalorizado para favorecer seus exportadores, McCain argumentava que o livre comércio seria crucial para o continente. Posteriormente, McCain afirmaria que a China não compartilha os "valores americanos, apesar dos mesmos interesses".
Durante sua presidência, no entanto, Obama buscou ampliar a cooperação e amizade entre os dois países. Em 8 de novembro de 2008, logo após sua vitória eleitoral, Obama teve uma breve conversa telefônica com o então Presidente chinês Hu Jintao, na qual este último o parabenizou pela vitória e concordou em trabalhar para desenvolver melhores relações políticas entre as duas nações.
A maioria das organizações chinesas reagiram com positividade à eleição de Barack Obama para a Casa Branca, particularmente por seu comprometimento durante a campanha em revisar a política de mudanças climáticas dos Estados Unidos. A Greenpeace, inclusive, publicou um artigo detalhando as mudanças positivas oriundas da posse de Obama, defendendo a criação de empregos verdes como resposta ao colapso ambiental. Uma série de organizações públicas, incluindo o Departamento de Energia e o Departamento de Comércio dos Estados Unidos, e organizações não-lucrativas, como o Council on Foreign Relations e universidades estadunidenses, passaram a colaborar mais abertamente com seus homólogos chineses para discussão de soluções ambientais.

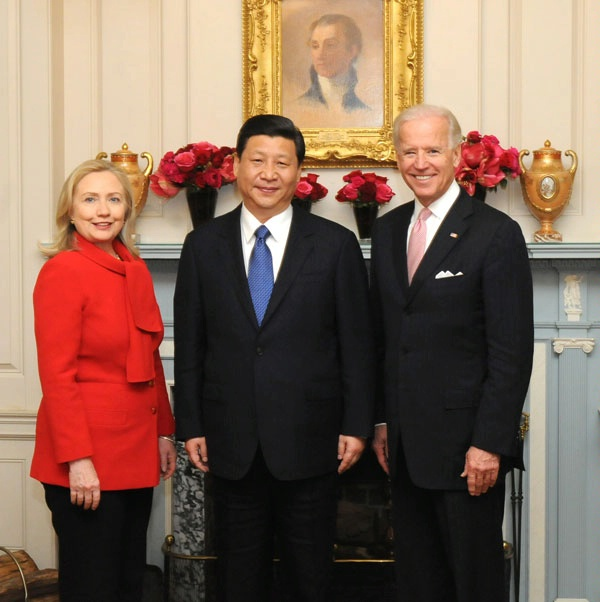
Xi Jinping ladeado pela Secretária de Estado Hillary Clinton e o Vice-presidente Joe Biden, durante sua visita oficial a Washington, D.C. em 2013.

Como representam as duas maiores potências mundiais, levantaram-se sugestões pela criação do chamado "G2" (ou "Chimérica"), que seria uma dupla de diálogo conjunto entre os dois países para solução de assuntos globais.
O governo Obama deu sequência às cimeiras do Diálogo Estratégico e Econômico, criado pelos presidentes George W. Bush e Hu Jintao e liderado pelos Secretários Henry Paulson e Wu Yi em 2006. Durante a gestão de Hillary Clinton como Secretária de Estado, o conceito foi reformado passando a se chamar "Diálogo Estratégico e Econômico China-Estados Unidos". O primeiro encontro diplomático deste tipo havia focado nas soluções para a crise financeira global de 2009, gerando cooperação mútua em várias áreas estratégicas, como política ambiental e econômica e combate a proliferação de armas nucleares.
Em fevereiro de 2010, Obama reuniu-se com o Dalai Lama, acusado pelas autoridades chineses de "fomentar rebeliões no Tibet". Após o encontro, Pequim convocou de volta seu embaixador nos Estados Unidos para verificações, o que a revista Time classificou como "silencioso", especulando que poderia ser porque "o encontro ocorreu durante o Ano-novo chinês...quando a maioria dos funcionários estão de folga". Alguns ativistas, no entanto, criticaram Obama pelo alegado caráter da visita.
Numa tentativa de construir um "novo modelo" nas relações bilaterais, Obama reuniu-se com Xi Jinping entre 6 e 8 de junho de 2013 em Rancho Mirage, Califórnia. O encontro foi considerado o "mais importante entre um presidente americano e um líder chinês em quatro décadas, desde o encontro entre Nixon e Mao", de acordo com Joseph Nye da Universidade Harvard. Os dois presidentes concordaram em combater as mudanças climáticas e se comprometeram em lidar com o programa nuclear norte-coreano. Contudo, permaneceram profundamente divididos em questões sobre espionagem cibernética e a venda de armamentos estadunidenses a Taiwan. O então Conselheiro Nacional de Segurança, Tom Donilon, afirmou que a segurança cibernética estava "no centro das relações", acrescentando que que os líderes chineses não estavam cientes do fato, estariam a partir de então.

### Era Trump

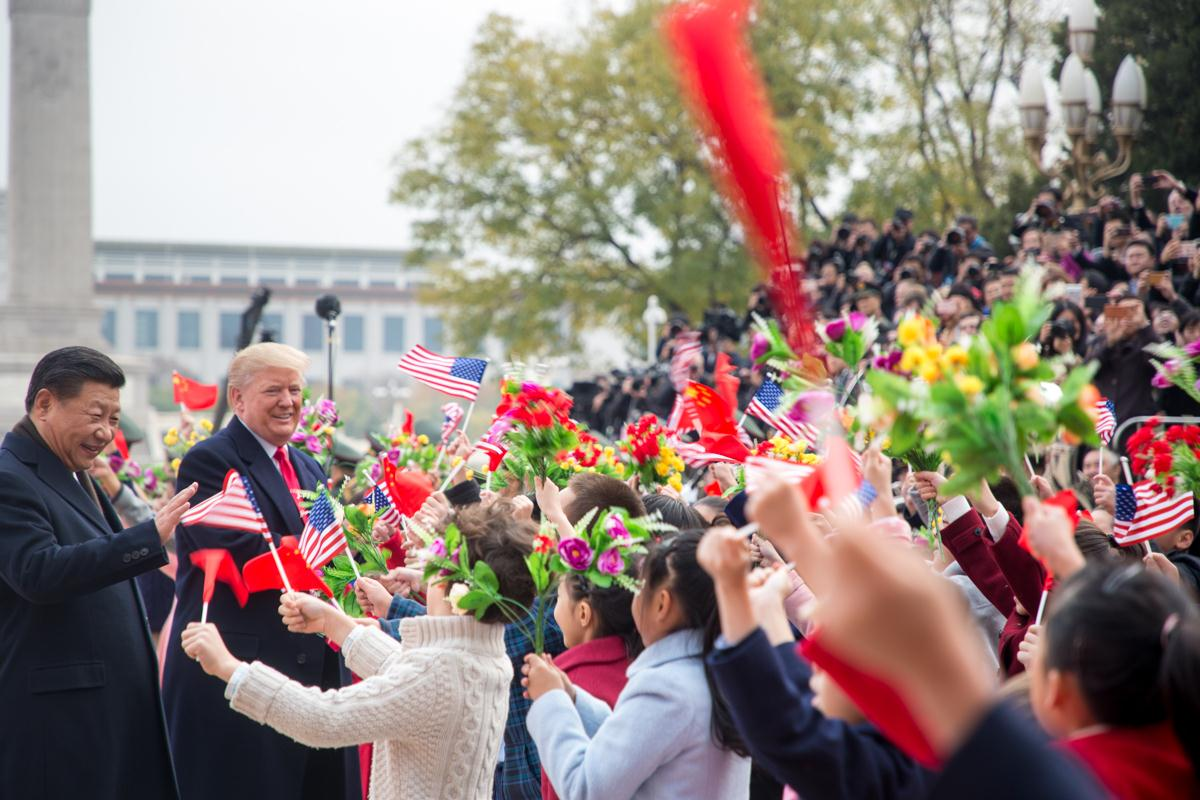
Donald Trump e Xi Jinping em 2017.

Em 2 de dezembro de 2016, quando ainda Presidente-eleito, Donald Trump conversou por telefone com Tsai Ing-wen, a Presidente da República da China, causando um desconforto diplomático com autoridades da China continental. A ligação telefônica foi o primeiro contato formal entre autoridades dos dois governos desde 1979. Em resposta ao incidente diplomático, Trump afirmou: "Eu entendo inteiramente a 'política de Uma China', mas não sei porque deveríamos nos sujeitar a uma 'política de uma China', a menos que façamos um acordo com a China com outras coisas, incluindo o comércio."
No dia da posse presidencial, um oficial do Exército de Libertação Popular escreveu nas redes sociais que a presença militar estadunidense no Sudeste asiático, bem como a política de armar militarmente a Coreia do Sul seriam "pontos quentes prestes a explodirem" e que as chances de uma guerra estariam "mais reais".
Em 23 de janeiro de 2017, ao relatar as reivindicações chinesas sobre as Ilhas Spratly do Mar do Sul da China, o porta-voz da Casa Branca Sean Spicer afirmou: "É uma questão se aquelas ilhas estão de fato em águas internacionais e não pertencem à China, então, deixamos claro que defendemos territórios internacionais de serem tomados por qualquer país".
Em visita ao Japão, o Secretário de Defesa James Mattis reafirmou o compromisso dos Estados Unidos com o Tratado de Cooperação Mútua e Segurança de 1960, afirmando o direito japonês sobre as Ilhas Senkaku, que são também reivindicadas pela China.

## Aspectos centrais

### Direitos humanos

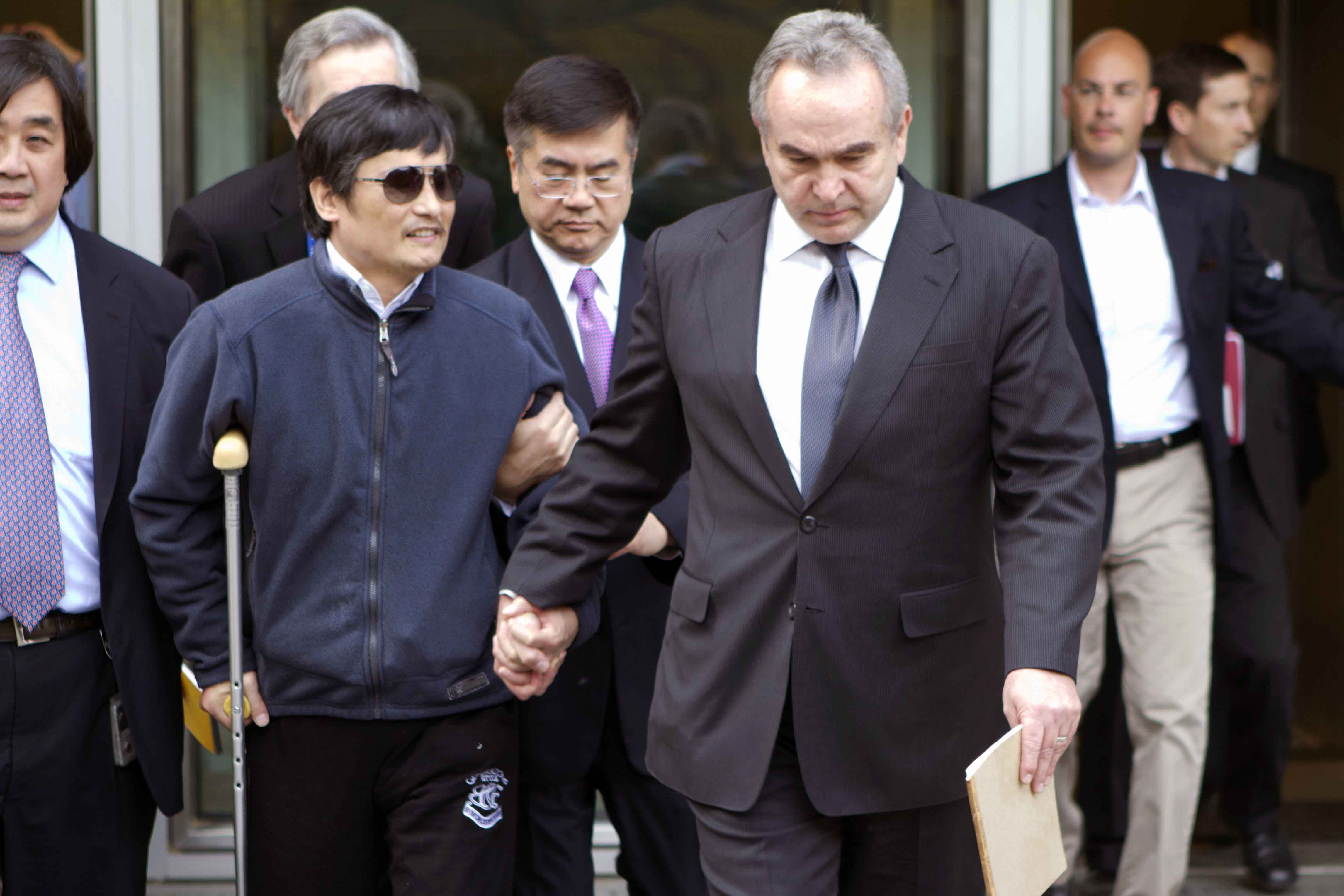
O ativista chinês Chen Guangcheng deixa a Embaixada dos Estados Unidos em Pequim na companhia do Embaixador Gary Locke, 2012.

Em 2003, o governo estadunidense declarou que apesar do momento favorável nas relações com a China e os grande sinais de que o país se uniria no reforço dos direitos humanos, ainda havia muitos retrocessos. O governo chinês reconheceu, a princípio, a importância da proteção dos direitos humanos e alegou ter tomado medidas para adequar suas próprias práticas de direitos humanos às normas internacionais. Entre tais medidas, houve a assinatura do Pacto Internacional dos Direitos Econômicos, Sociais e Culturais em outubro de 1997 (que veio a ser ratificado março de 2001) e do Pacto Internacional dos Direitos Civis e Políticos em outubro de 1998 (que ainda não foi ratificado). Em 2002, a China libertou um grande número de prisioneiros políticos e religiosos e concordou em cooperar com especialistas em tortura, detenção arbitrária e perseguição religiosa enviados pelas Nações Unidas. Entretanto, grupos de proteção dos direitos humanos têm afirmado que nenhuma ou poucas medidas foram efetivamente implementadas pelo governo chinês. Estes mesmos grupos acreditam que a China ainda está muito distante de estabelecer mudanças sistêmicas fundamentais para proteção dos direitos humanos e garantia de liberdade aos cidadãos na China continental. O Departamento de Estado dos Estados Unidos divulgou um relatório sobre direitos humanos em todo o planeta, que inclui uma avaliação das estatísticas na China.
Numa atitude que desagradou profundamente grupos defensores dos direitos humanos ao redor do mundo, o governo estadunidense não divulgou em seu relatório global de 2008 que a China seria um dos maiores violadores dos direitos individuais. Contudo, o então Secretário-assistente de Estado, Jonathan D. Farrar, afirmou que os alcances em direitos humanos pela China ainda eram "precários".
Desde 1998, a China têm publicado um informe anual detalhando os abusos de direitos humanos pelos Estados Unidos e desde 2005 têm publicado informes sobre seu próprio avanço em políticas democráticas. Em fevereiro de 2014, no entanto, os Estados Unidos lançaram um relatório sobre as práticas do governo chinês que infringem os direitos humanos, descrevendo a China como "um Estado autoritário" e lugar onde "repressão e coerção são rotina".

### Impacto na Ásia
Para a maioria dos especialistas, o crescimento econômico chinês têm ocasionado uma fricção com o governo estadunidense na região. Por exemplo, como reação à reposta chinesa ao Bombardeamento de Yeonpyeong, os Estados Unidos passaram a "redefinir sua relação com Coreia do Sul e Japão, potencialmente criando um bloco anti-China no Nordeste Asiático". Em contrapartida, o governo chinês afirma temer uma investida liderado pelos estadunidenses. De acordo com artigo publicado no Jura Gentium, há uma "nova esfera de influência 2" moldada por Estados Unidos e China. 
Em 7 de junho de 2013, um membro do East–West Center afirmou que os dois países devem parar de buscar apoio e enfatizar a verificação. "O argumento de que confiança leva à paz é construído sobre a premissa de que as suspeitas entre China e os Estados Unidos são infundadas e iriam evaporar com um diálogo mais profundo. Infelizmente, contudo, pelo menos algumas destas suspeitas são garantidas".

### Espionagens
Com o crescimento econômico da China, acusação de espionagens mútuas tem se intensificado. Em 2007, os Estados Unidos acusaram a China de roubar projetos do F-35, permitindo à força aérea chinesa desenvolver seu próprio caça furtivo sósia, com características chinesas. Em 2015, hackers chineses, em uma série de ataques, teriam roubado dados confidenciais de 22 milhões de funcionários públicos norte-americanos. Por outro lado, Edward Snowden revelou que os Estados Unidos invadiram as redes da Huawei, empresa chinesa de telecomunicações, e também rastrearam os movimentos de líderes e soldados chineses responsáveis para mover armas nucleares chinesas. 
Em 2023, o Incidente do balão de espionagem chinês nos Estados Unidos em 2023 causou um novo atrito diplomático entre os dois países.

## Representações diplomáticas
| China Embaixador: Terry Branstad - Washington, D. C. (Embaixada) - Chicago (Consulado-Geral) - Houston (Consulado-Geral) - Los Angeles (Consulado-Genal) - Nova Iorque (Consulado-Geral) - São Francisco (Consulado-Geral) | Estados Unidos Embaixador: Cui Tiankai - Pequim (Embaixada) - Cantāo (Consulado-Geral) - Chengdu (Consulado-Geral) - Hong Kong (Consulado-Geral) - Shenyang (Consulado-Geral) - Wuhan (Consulado-Geral) - Xangai (Consulado-Geral) - Macau (Consulado-Geral) |